# Radinghem-en-Weppes
Radinghem-en-Weppes é uma comuna francesa na região administrativa de Altos da França, no departamento do Norte. Estende-se por uma área de 6.82 km². Em 2010 a comuna tinha 1 422 habitantes (densidade: 208,5 hab./km²).